# Varennes-sur-Fouzon
Varennes-sur-Fouzon è un comune francese di 730 abitanti situato nel dipartimento dell'Indre nella regione del Centro-Valle della Loira.

## Società

### Evoluzione demografica
Abitanti censiti